# Schoenolirion
Schoenolirion is een geslacht uit de aspergefamilie. De soorten komen voor in het zuidoosten van de Verenigde Staten.

## Soorten
- Schoenolirion albiflorum
- Schoenolirion croceum
- Schoenolirion wrightii